# Ghada Shouaa
Ghada Shouaa (arab. ‏غادة شعاع‎; ur. 10 września 1972 w Mahardzie) – syryjska siedmioboistka, która zdobyła podczas Igrzysk Olimpijskich 1996 jedyny, jak do tej pory, złoty medal olimpijski dla Syrii.
Shouaa rozpoczęła swoją karierę sportową grając w koszykówkę. Przez kilka lat grała w drużynie narodowej Syrii. Później zdecydowała się uprawiać lekkoatletykę. Siedmiobój zaczęła trenować w 1991 i od razu została wysłana na mistrzostwa świata do Tokio, gdzie zajęła ostatnie miejsce. Jednak podczas mistrzostw Azji udało jej się zdobyć srebrny medal.
Na igrzyskach olimpijskich zadebiutowała w 1992 podczas igrzysk w Barcelonie, gdzie pomimo kontuzji udało jej się zakończyć zawody, zajmując 25. miejsce. Przełom w sportowej karierze Syryjki nastąpił w 1995, gdy wygrała ważne zawody siedmiobojowe w Götzis w Austrii zdobywając 6715 pkt. Stała się tym samym faworytką zbliżających się mistrzostw świata w szwedzkim Göteborgu. Po wycofaniu się jej największej konkurentki, Niemki Sabine Braun, z powodu kontuzji, Shouaa wywalczyła złoty medal.
W następnym sezonie lekkoatletycznym Syryjka ponownie zwyciężyła podczas mityngu w Götzis, ustanawiając do tej pory nie pobity rekord Azji – 6942 pkt. (9. zawodniczka wszech czasów). Na igrzyskach w Atlancie potwierdziła swoją wysoką formę, zdobywając pierwszy dla Syrii złoty medal olimpijski.
Kontuzje nękające ją w kolejnych sezonach uniemożliwiły jej starty aż do 1999, kiedy to zdobyła brązowy medal na mistrzostwach świata w Sewilli. W 2000 próbowała obronić swój medal na olimpiadzie w Sydney, doznała jednak kolejnej kontuzji i nie ukończyła nawet pierwszej konkurencji. Rozczarowana, podjęła decyzję o zakończeniu kariery sportowej.